# Annekathrin Bach
Annekathrin Bach (ur. 20 kwietnia 1979 w Berlinie) – niemiecka aktorka.

## Życiorys i kariera artystyczna
W latach 2001–2004 kształciła się w wyższej szkole artystycznej Folkwang Hochschule w Essen, po czym rozpoczęła karierę zawodową jako aktorka teatralna i filmowa. Szerszej publiczności dała się poznać występując w serialu telewizyjnym Unter den Linden – Das Haus Gravenhorst, emitowanym przez telewizję Sat.1 (wcieliła się w rolę służącej Anny). Annekathrin Bach grywa ponadto w różnych teatrach Hamburga i Berlina.

## Filmografia
- 2006 – Lulu
- 2006 – Unter den Linden - Das Haus Gravenhorst
- 2007 – Fjorde der Sehnsucht
- 2007 – SOKO Wismar - Tödliche Tulpen
- 2007 – Rosamunde Pilcher Verfilmungen - Aus Liebe und Leidenschaft
- 2008 – Mord in bester Gesellschaft - Der Tote im Elchwald
- 2008 – Stralsund
- 2009 – Küstenwache